# Мельцапино
 Мельцапино  — село в Лямбирском районе Мордовии в составе  Болотниковского сельского поселения.

## География
Находится на расстоянии примерно 15 км на запад-северо-запад от города Саранск.

## История
Известно с 1869 года как казенная деревня из 42 дворов

## Население
Постоянное население составляло 52 человека (татары 86%) в 2002 году, 31 в 2010 году .